# Puerto Johnson
Puerto Johnson (en inglés: Johnson's Harbour) es un establecimiento ubicado en la zona noreste de la isla Soledad en las islas Malvinas. Se ubica en la costa septentrional de la bahía de la Anunciación, en la desembocadura del arroyo Chabot, en una bahía también llamada Puerto Johnson.
Cuenta con un pequeño depósito perteneciente al Servicio Aéreo del Gobierno de las Islas Malvinas, pero solo aterrizan aviones en caso de emergencia. Entre las colinas circundantes se encuentran North Lookout (191 m s. n. m.), Diamond Mountain y Hawk Hill.

## Historia
Durante la realización de un estudio geográfico de la zona en noviembre de 1836 el almirante George Grey escribió:

Hemos anclado un poco después de la puesta del sol en un arroyo llamado «Johnson Harbour».